# Till himlen Herren Jesus for
Till himlen Herren Jesus for är en gammal psalm i nio verser vars ursprung är den latinska sången Ascendit Christus hodie från 1500-talet som översattes till svenska 1610 av Laurentius Jonae Gestritius. Titelraden var i de första psalmböckerna "Uppfaren är vår Herre Krist". Johan Åström bearbetade texten 1814 och Johan Olof Wallin 1816. Deras insatser anges inte i 1986 års psalmbok efter Anders Frostensons bearbetning 1977. Psalmen har kvar alla nio verser och den sista är ståvers.
Psalmen inleds 1695 med orden:
Upfaren är wår HErre Christ. Halle:Halleluja!
När han upstånden war förwist. Halle:Halleluja!
Enligt 1697 års koralbok används samma melodi till psalmerna Nu låt oss fröjdas med varann (nr 166), Upstånden är wår Herre Christ, alles wår (nr 167) och Upstånden är wår Herre Christ, för hela (nr 168).
Enligt Koralbok för Nya psalmer, 1921 angavs att melodin är en komposition från 1697 och samma som används till psalmen Gud, se i nåd till dessa två (1921 nr 572).
I 1986 års psalmbok finns två melodivarianter där a-melodin är en komposition av Melchior Frank från 1627 och b-melodin anges som "svensk 1697", båda dock olika den som användes i 1697 års koralbok.

## Texter
| Latisk text | 1697 års koralbok |
| --- | --- |
| Ascendit Christus hodie, Alleluja &c. Sursum ad patrem Gloriae, Alleluja &c. Qui morte crucis horrida, Alleluja. Mundi delevit crimina, Alleluja. Amore tanto miseros, Alleluja. Complexus est nos homines, Alleluja. Nunc ergo victor inclitus, Alleluja. Conregat Patri similis, Alleluja. Atque pro nobis miseris, Alleluja. Intercedi mortalibus, Alleluja. O Galilaei homines, Alleluja. In coelum quid aspicitis, Alleluja. Hinc ut migravit Dominus, Alleluja. Olim redibit caelitus, Alleluja. In hoc triumpho maximo, Alleluja. Benedicamus Domino, Alleluja. Laudetur sancta Trinitas, Alleluja. Deo dicamus gratias, Alleluja. | 1. UPfaren är wår HErre Christ/ Halle: Halleluja! När han upstånden war förwist. Halle: Halleluja! 2. Then medh then bittra korssens dödh/ Halle: Halleluja! Uthströk all werldsens synd så snödh. Halle: Halleluja! 3. Oss arma älskade han så/ Halle: Halleluja! Som hade måst i döden gåå. Halle: Halleluja! 4. Ty är han nu sin Fader lijk; Halle: Halleluja! Regerande i Himmelrijk. Halle: Halleluja! 5. Och för oss arma syndare/ Halle: Halleluja! Är han en godh Förmyndare. Halle: Halleluja! 6. Hörer i Galileeske män/ Halle: Halleluja! Hiwij seen j up i Himmelen? Halle: Halleluja! 7. Som HErren JEsus hädan upfoor/ Halle: Halleluja! Så kommer han medh ähra stoor. Halle: Halleluja! 8. J thenna stora segers frögd/ Halle: Halleluja! Lofsiungom Gudh i Himmels högd. Halle: Halleluja! 9. Prijs ske then Helga Trefallighet/ Halle: Halleluja! Lofsiungom Gudh i ewighet. Halle: Halleluja. |

## Publicerad i
- Then Swenska Psalmboken 1610
- Göteborgspsalmboken med titelraden Upfaren är wår Herre Christ under rubriken "Om Christi Himmelsfärd".[4]
- Nr 176 i 1695 års psalmbok som nr 176 med titelraden "Uppfaren är vår Herre Krist", under rubriken "Om Christi Himmelsfärd".
- 1819 års psalmbok som nr 115 med titelraden "Uppfaren är vår Herre Krist", under rubriken "Jesu kärleksfulla uppenbarelse i mänskligheten: Jesu himmelsfärd".
- 1937 års psalmbok som nr 127 med titelraden "Uppfaren är vår Herre Krist", under rubriken "Kristi Himmelsfärds dag".
- Den svenska psalmboken 1986, 1986 års Cecilia-psalmbok, Psalmer och Sånger 1987, Segertoner 1988 och Frälsningsarméns sångbok 1990, som nr 158  under rubriken "Kristi himmelsfärds dag".
- Finlandssvenska psalmboken 1986 som nr 104 under rubriken "Kristi Himmelsfärds dag".